# Massicci di Bassa Provenza
Con il termine Massicci di Bassa Provenza (in francese Chaînons de Basse Provence) si intendono i gruppi montuosi e collinari che si trovano nella parte più meridionale della Provenza francese.

## Collocazione
Confinano:
- a nord con la Durance, il Verdon e le Prealpi di Grasse;
- ad est con il Varo;
- a sud con il Mar Mediterraneo;
- ad ovest con il Rodano.

## Classificazione
La Partizione delle Alpi includeva questi gruppi montuosi nella sezione alpina Prealpi di Provenza.
La più moderna letteratura esclude, per motivi orografici, queste montagne dal sistema alpino. In questa direzione si muove la classificazione della SOIUSA.

## Massicci principali
I Massicci di Bassa Provenza non sono un insieme omogeneo ma sono fatti da un insieme alquanto diversificato di massicci montuosi particolari. Tra questi si ricordano principalmente:
- Massiccio dell'Esterel
- Monti dei Maures
- Massiccio della Sainte Baume
- Montagna di Sainte Victoire
- Alpilles.